# Il mondo che vorrei (album Vasco Rossi)
Il mondo che vorrei è il quindicesimo album in studio del cantautore italiano Vasco Rossi, uscito il 28 marzo 2008.
L'album è stato messo in vendita anche in Francia, Spagna, Germania, Paesi Bassi e Svizzera e in totale, sommando le vendite del CD a quelle del DVD live (uscito a marzo del 2009), ha venduto più di 800 000 copie.

## Descrizione
Il disco è composto di dodici brani, tra i quali Basta poco, in precedenza disponibile esclusivamente via internet, e successivamente nell'EP Vasco Extended Play, e Non sopporto, presentata in anteprima ai concerti dal vivo del tour Vasco Live 2007.
Uno dei brani, Gioca con me, vede la presenza della chitarra di Slash, mentre in altri due le chitarre acustiche ed elettriche sono suonate da Massimo Varini. Nell'album suonano inoltre Vinnie Colaiuta e Matt Laug alla batteria, Michael Landau alla chitarra, Max Gelsi, Lee Sklar e Tony Franklin al basso.
Il singolo Il mondo che vorrei è stato trasmesso dalle radio a partire dal 14 marzo 2008. Del singolo è poi uscita un'edizione limitata di 2 000 copie numerate in vinile (a cui se ne sono aggiunte altre 2 500). Il video del brano è stato girato a Los Angeles, per la regia di Marco Ponti. Anche dell'album sono state stampate 4 000 copie in vinile.
Il successo de Il mondo che vorrei arriva ancora prima della pubblicazione: già premiato come disco di diamante con oltre 350 000 copie vendute solo in prenotazione Le edizioni numerate in vinile sono state le più vendute del 2009 A fine 2008 l'album arriva a vendere circa 500 000 copie, risultando tra gli album più venduti in Italia nell'anno solare.
È al primo posto per le prime quattro settimane, quindi cala rimanendo nella topten fino alla 24ª settimana arrivando in quinta posizione in Svizzera. Nel mese di giugno 2009 è rientrato nella speciale classifica (al 10º posto).

## Tracce
1. Il mondo che vorrei – 6:00 (testo: Vasco Rossi – musica: Tullio Ferro)
2. Vieni qui – 4:45 (testo: Vasco Rossi – musica: Tullio Ferro)
3. Gioca con me – 3:46 (testo: Vasco Rossi – musica: Guido Elmi e Tullio Ferro) – con la partecipazione di Slash
4. E adesso che tocca a me – 3:58 (Vasco Rossi, Gaetano Curreri ed Andrea Fornili)
5. Dimmelo te – 4:35 (testo: Vasco Rossi – musica: Guido Elmi e Tullio Ferro)
6. Cosa importa a me – 3:28 (testo: Vasco Rossi – musica: Guido Elmi e Tullio Ferro)
7. Non vivo senza te – 4:10 (Vasco Rossi, Gaetano Curreri e Saverio Grandi)
8. Qui si fa la storia – 3:41 (testo: Vasco Rossi – musica: Guido Elmi e Tullio Ferro)
9. Colpa del whisky – 4:13 (Roberto Casini e Vasco Rossi)
10. Non sopporto – 3:24 (Vasco Rossi)
11. Ho bisogno di te – 4:05 (Vasco Rossi)
12. Basta poco – 4:33 (Vasco Rossi)

## Singoli
I singoli estratti dall'album sono cinque (in ordine cronologico):
- Il mondo che vorrei - (2008)
- Gioca con me - (2008)
- E adesso che tocca a me - (2008)
- Vieni qui - (2009)
- Colpa del whisky - (2009)

Il singolo Basta poco, incluso nell'album, era inserito anche nel precedente EP Vasco Extended Play, pubblicato nel 2007.

## Formazione
- Vasco Rossi - voce
- Stef Burns - chitarra (8, 12)
- Paul Bushnell - basso (1, 2)
- Michael Landau - chitarra elettrica, chitarra acustica (1, 2, 9, 11)
- Lele Melotti - batteria (12)
- Massimo Varini - chitarra (4, 7)
- Luca Bignardi - basso, programmazione (4, 7)
- Tim Pierce - chitarra (1, 2, 5, 6, 8, 10)
- Lee Sklar - basso (9, 11)
- Dean Parks - chitarra acustica, chitarra elettrica (1, 2, 9)
- Matt Laug - batteria (3)
- Rafael Moreira - chitarra elettrica (6, 9)
- Tony Franklin - basso (3, 5, 8)
- Celso Valli - pianoforte, tastiera (1, 2, 4, 7)
- Paolo Valli - batteria (4)
- Slash - chitarra (3)
- Max Gelsi - basso (12)
- Vinnie Colaiuta - batteria (1, 2, 5, 8, 11)
- Frank Nemola - tastiera, flicorno, programmazione (1, 2, 5, 6, 8, 9, 11, 12)
- Alessandro Cortini - tastiera (3)
- Joey Kramer - batteria (6, 10)
- Corey Clayson - basso (6, 10)
- Moreno Ferrara, Silvio Pozzoli - cori (1, 2)
- Luciano Palermo, Simone Sello - cori (3)
- Antonella Pepe, Alessia Raisi, Gaetano Curreri, Giordano Mazzi - cori (7)

## Il mondo che vorrei Live
In seguito al concerto sono usciti il CD e il DVD delle serate registrate allo Stadio Dall'Ara di Bologna il 19 e 20 settembre 2008. Del DVD in poco più di 2 mesi sono state vendute 200 000 copie (quindi 20 volte platino) di cui 20 000 solo per la versione blu-ray.

## Classifiche
| Classifica (2008) | Posizione massima |
| ----------------- | ----------------- |
| Italia            | 1                 |
| Svizzera          | 5                 |

### Classifiche di fine anno
| Classifica (2008) | Posizione |
| ----------------- | --------- |
| Italia            | 2         |
| Svizzera          | 74        |
| Classifica (2009) | Posizione |
| Italia            | 39        |